# Лучевой тетрод

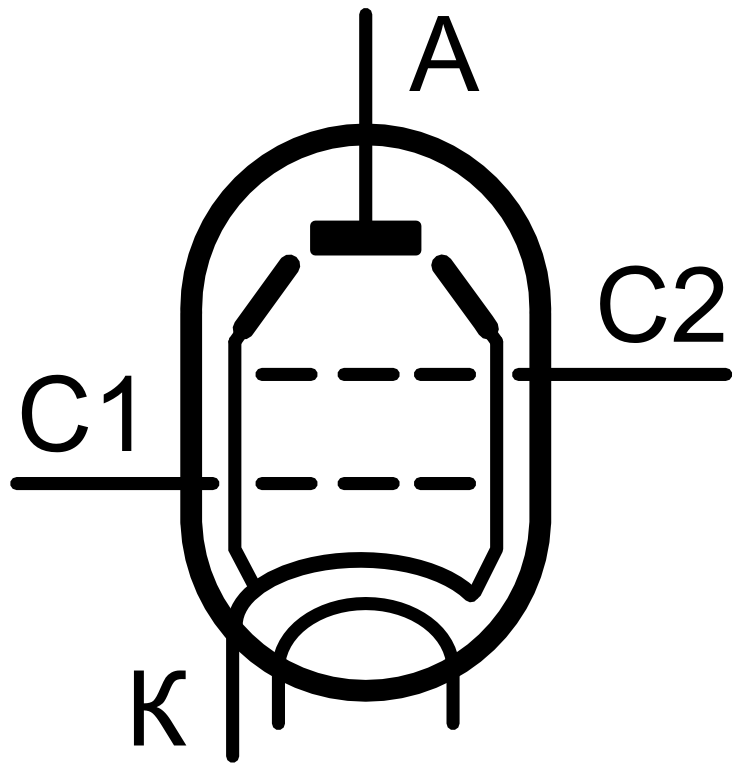
Условное графическое изображение лучевого тетрода. А — анод, К — катод, С1 — управляющая (первая) сетка, С2 — экранирующая (вторая сетка)

Лучево́й тетро́д — четырёхэлектродная экранированная лампа, в которой для подавления динатронного эффекта создаётся пространственный заряд высокой плотности — благодаря особой конструкции сеток и специальных лучеобразующих электродов, поток электронов формируется в узкие пучки (лучи) и  высокая плотность пространственного заряда создаёт вблизи анода лампы потенциальный барьер, препятствующий оттоку вторичных электронов с анода на экранирующую сетку.
Лучевой тетрод был изобретён в начале 1930-х годов как функциональная замена пентодов, первоначально для выходных каскадов усилителей звуковых частот (УЗЧ). 
Абсолютное большинство лучевых тетродов предназначены для работы в выходных каскадах УЗЧ и видеоусилителей; схемотехника и свойства таких каскадов практически идентичны усилительным каскадам на пентодах. 
Усилители на лучевых тетродах имеют лучший, чем у пентодов, коэффициент полезного действия, но более подвержены влиянию магнитных полей. 
Мощный выходной лучевой тетрод был практически обязательным компонентом лампового гитарного усилителя. 
В современных УЗЧ высокого качества воспроизведения лучевые тетроды и пентоды относительно редки из-за того, что они уступают прямонакальным триодам в уровне и спектральном составе искажений.

## История изобретения

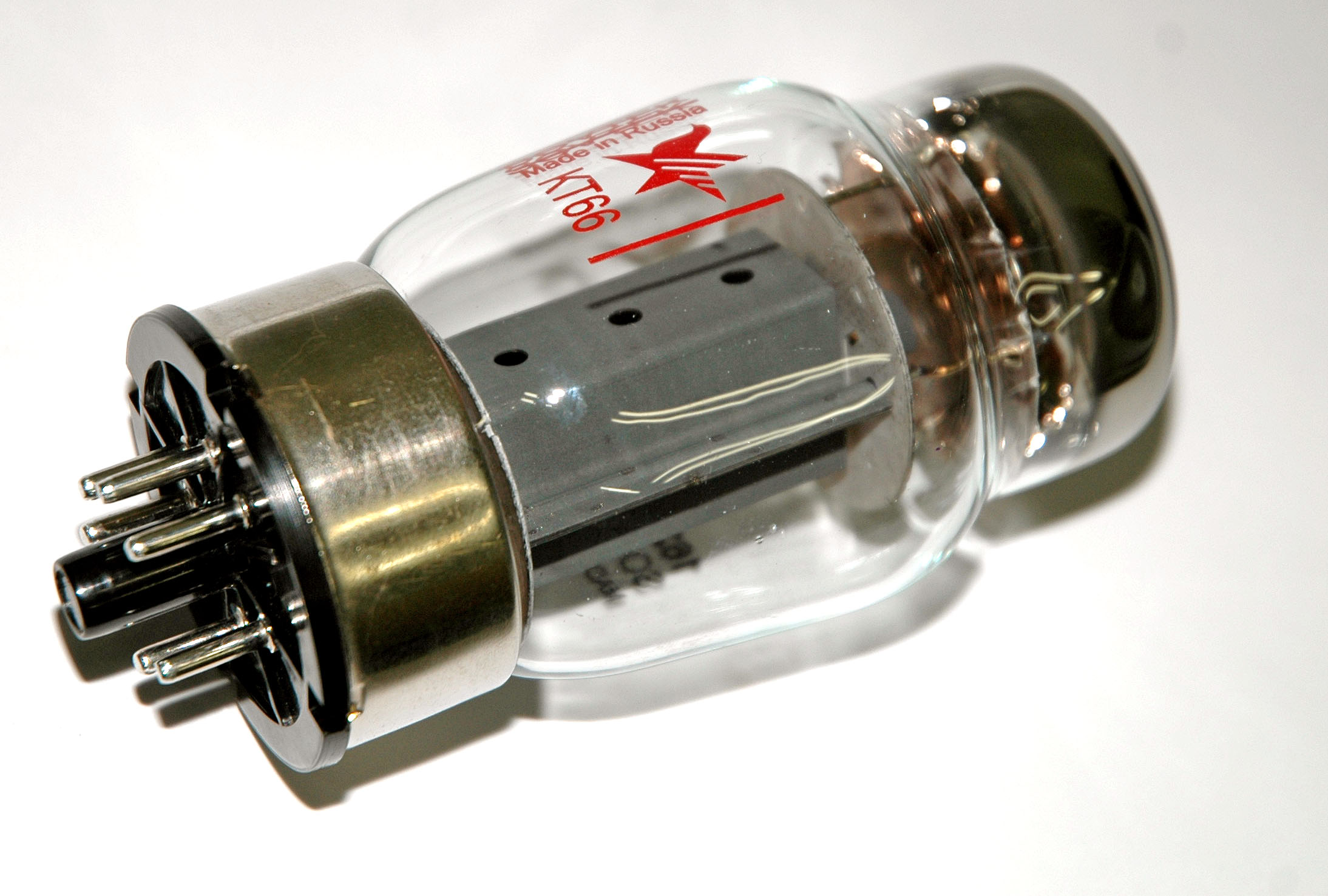
Лучевой тетрод KT66 современного производства. KT66 — первый лучевой тетрод британского производства, сменивший «лампу Харриса»

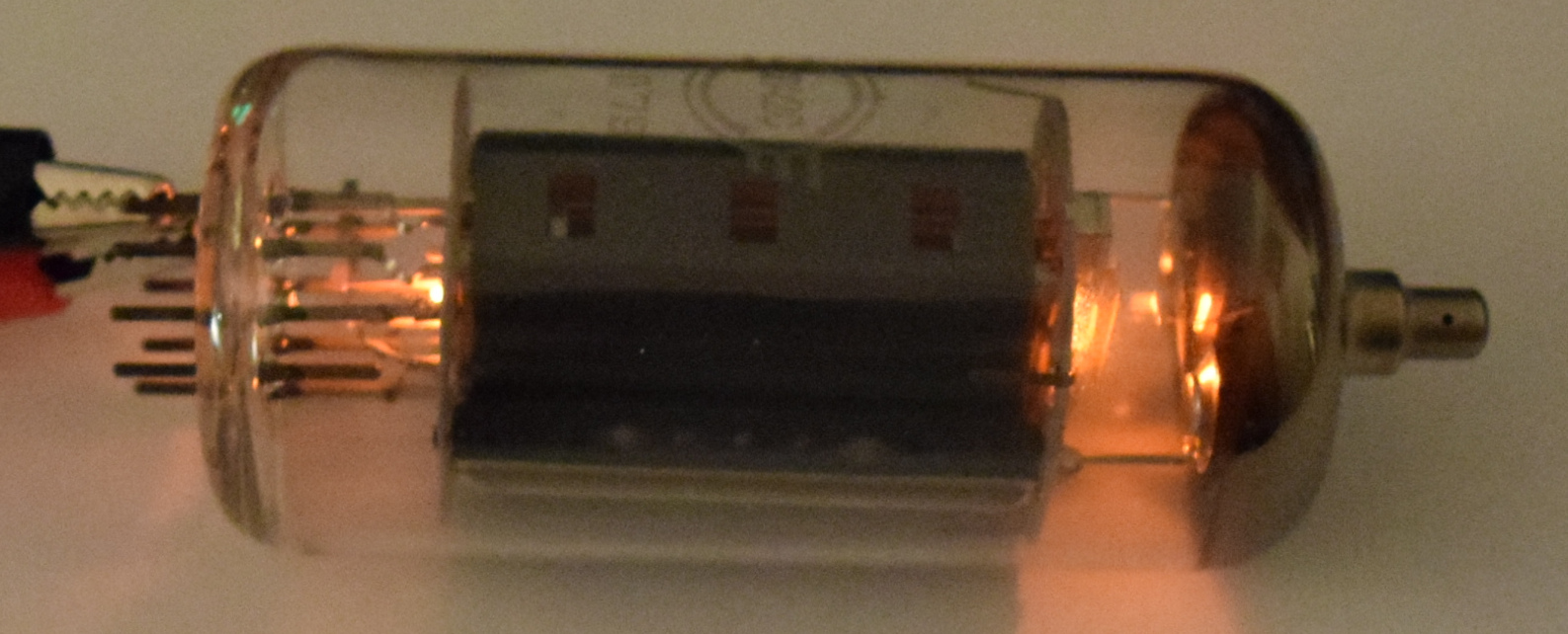
6П42С — лучевой тетрод для работы в телевизорах, в выходных каскадах строчной развёртки

Классический вакуумный триод имеет принципиальный, неустранимый недостаток — высокую проходную ёмкость — ёмкость между анодом и управляющей сеткой, ограничивающую диапазон усиливаемых частот из-за влияния эффекта Миллера. Для усиления частот коротковолнового диапазона необходимо существенно снизить проходную ёмкость. В 1926 году Альберт Халл предложил решение проблемы, расположив между управляющей сеткой и анодом триода дополнительную сетку, названную экранирующей.
Генри Раунд, работавший в компании Marconi, первым практически осуществил идею Халла и довёл приборы до серийного выпуска. В 1927 году на рынке появились радиочастотные тетроды с проходной ёмкостью не более 0,025 пФ.
Другим неустранимым недостатком триода был низкий коэффициент полезного действия (КПД) триодных усилителей звуковых частот (УЗЧ). Тетрод же, имеющий выигрыш по КПД по сравнению с триодом по принципу действия имеет нелинейную анодную вольт-амперную характеристику из-за возникновения динатронного эффекта и был неудобен для замены триодов в этом применении.
В том же 1926 проблему повышения КПД и подавления динатронного эффекта решила группа Жиля Хольста из физической лаборатории Philips. Бернард Теллеген расположил между экранирующей сеткой и анодом тетрода третью сетку, электрически соединённую с катодом. Эта сетка выполнялась относительно редкой и практически не задерживала первичный поток электронов от катода к аноду, но эффективно блокировала ток вторичных электронов вторичной эмиссии от анода к экранирующей сетке. Генри Раунд пришёл к той же идее введения дополнительной сетки в том же 1926 году, но приоритет в изобретении пентода уже принадлежало Теллегену, а патент на пентод — фирме Philips. Bell Labs, Marconi-Osram, RCA и японские радиозаводы KO Vacuum Tube приобрели у Philips лицензию на производство пентода, а фирма EMI не пожелала платить роялти за патент Теллегена и начала поиск собственного технического решения.
В 1931 году инженеры EMI Кэбот Ситон Булл и Сидни Родда (англ. Cabot Seaton Bull, Sidney Rodda) предложили конструкцию тетрода, в которой между экранирующей сеткой  и анодом размещались физические преграды — либо проводящие лучеобразующие электроды, изолированные от анода, либо диэлектрические барьеры (например, керамические несущие траверсы), либо диэлектрическое покрытие, нанесённое непосредственно на внутреннюю поверхность анода. Одна половина площади анода лампы Булла и Родды собирала катодный ток, другая находилась «в тени» преграды. По утверждению Булла и Родды, такое экранирование  способствовало созданию в прианодной области пространственного заряда, подавляющего динатронный эффект. Катод и сетки в лампе Булла и Родды повторял конструкцию обычного тетрода с косвенным накалом.
В 1934—1935 годах британский радиоинженер Джон Хенби Оуэн Харрис (англ. John Henby Owen Harries) изобрёл так называемую «лампу Харриса» (англ. Harries valve) — тетрод с «аномально большим» расстоянием между экранирующей сеткой и анодом(англ. abnormal spacing between the anode and outer grid). Катодно-сеточный узел лампы Харриса отличался от обычных тетродов тем, что шаг намотки второй (экранирующей) сетки совпадал с шагом намотки первой (управляющей) сетки так, что витки экранирующей  сетки оказывались «в тени» витков управляющей сетки для потока электронов. Принципиальным отличием лампы Харриса от современных ей тетродов и пентодов был относительно большой размер цилиндрического анода, заполнявшего весь объём лампы. Расстояние между экранирующей сеткой и анодом в несколько раз превосходило расстояние между второй сеткой и катодом. Харрис установил, что с превышением некоего критического расстояния между экранирующей сеткой и анодом тетрод изменяет свои свойства: подавляется нежелательный динатронный эффект, анодная вольт-амперная характеристика принимает вид почти идеальной ломаной линии с острым изломом на границе зон ключевого и активного режимов. Харрис утверждал, что излом ВАХ в его лампах происходил при меньших анодных напряжениях, чем у существовавших тогда пентодов, поэтому усилитель мощности на «лампе Харриса» имел бо́льший КПД, чем усилитель на пентоде. «Лампа Харриса» серийно выпускалась на британской High Vacuum Valve Company (сокр. HIVAC).
В 1935—1937 гг. американская фирма RCA и британская фирма Marconi-Osram совместили технические идеи Харриса, Булла и Родды и выпустили на рынки США и Великобритании полноценные лучевые тетроды. В Великобритании основу производственной программы составляли лампы средней мощности типа KT66 (KT от англ. kinkless tetrode, «тетрод без перегиба [ВАХ]» — синоним «лучевого тетрода»). Британцы производили и маломощные лучевые тетроды (например, типов KTW63, KTZ63), но это производство не имело коммерческого успеха из-за более высокой, чем у пентодов  себестоимости. В США ряд моделей лучевых тетродов расширили снизу лампой меньшей мощности 6V6, и сверху — лампой большой мощности 807.
В конце 1930-х годов выпуск американских лучевых тетродов был начат в СССР (6П3С, 6П6С — аналоги 6L6 и 6V6 в стеклянных баллонах). 
В континентальной Европе моду диктовали Philips и Telefunken — и лучевые тетроды были не столь популярны. Лучевые тетроды превосходили пентоды 1930-х годов в КПД и коэффициенте усиления напряжения, но не настолько существенно, чтобы завоевать европейский рынок. Так развитие мощных ламп пошло двумя путями — развитие лучевых тетродов в США и Великобритании и пентодов в континентальной Европе.
Во время Второй мировой войны немецкая радиопромышленность была разгромлена, а британские заводы прекратили выпуск «звуковых» лучевых тетродов. Он возобновился только в 1947 году, однако в 1949—1950 годах Mullard (дочернее предприятие Philips) выпустила мощный пентод нового поколения EL34, функциональную замену ламп серии KT, а несколько лет спустя — пентод EL84, функциональную замену 6V6. Типовые схемы включения EL34 и EL84, разработанные Mullard, отразили сложившийся консенсус европейских радиоинженеров.
Несколькими годами позже аналогичный процесс прошёл в СССР — «устаревшие» лампы 6П6С заменили на новейшие 6П14П — аналог EL84. Несмотря на успех EL34 (которую в СССР так и не сумели повторить), британцы продолжили совершенствовать и лучевые тетроды. В середине 1950-х на рынок вышло последнее поколение «звуковых» лучевых тетродов — сверхмощная KT88 и оптимизированная под ультралинейный режим KT77. Тогда же был выпущен ряд специализированных ламп, оптимизированных для работы в усилителях строчной развёртки телевизоров (EL36 и её советский аналог 6П31С, EL500 и её аналог 6П36С и др.) и импульсных ламп для вычислительной техники (6П34С).
Схожесть электрических свойств и схемотехники лучевых тетродов и мощных пентодов привела к смешению этих терминов в литературе. В справочниках и классификаторах эти лампы объединяются в одном разделе, например, «Выходные пентоды и лучевые тетроды». В разных справочниках одна и та же лампа может именоваться и лучевым тетродом, и пентодом — несмотря на принципиальные разницы во внутренней конструкции этих типов ламп. Так, в справочнике Кацнельсона и Ларионова 1968 года, лучевой тетрод 6П1П назван пентодом, при том, что на прилагаемом рисунке показываются несвойственные пентоду лучеобразующие пластины. В справочнике Госэнергоиздата 1955 года 6П1П названа лучевым тетродом. То же происходило и в англоязычной литературе: комбинированная лампа PCL82 (советский аналог — 6Ф3П) в технической документации Thorn-EMI классифицируется как «триод — лучевой тетрод», в документации Mullard как «триод — пентод». В англоязычной литературе также бытовало понятие «лучевой триод» (англ. beam triode), не имеющее отношения к экранированным лампам («лучевой триод» — это малосигнальный высокочастотный триод с особой формой конструкции анода, уменьшающей ёмкость между анодом и несущими траверсами сетки).

## Устройство и принцип действия

Поперечный разрез лучевого тетрода 6L6, схожего с 6П3С. Цветом выделена область тока анода, ограниченная лучеобразующими пластинами.

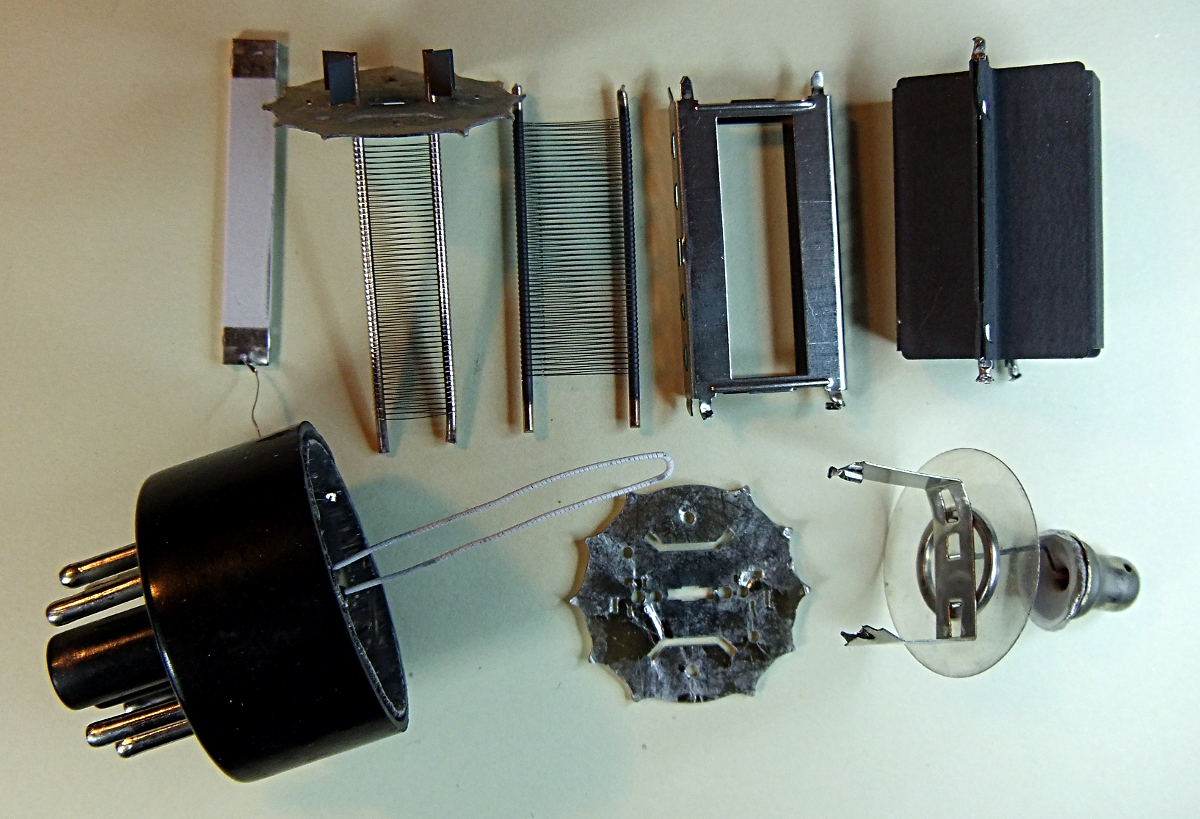
Устройство лучевого тетрода EL36. В верхнем ряду слева направо: катод, управляющая сетка, экранирующая сетка, лучеобразующие пластины, анод. В нижнем ряду — цоколь со спиралью подогревателя, слюдяной фланец, верхний колпачок с держателем газопоглотителя

Лучевые тетроды проектировались так, чтобы отрицательный пространственный заряд между экранирующей сеткой и катодом был достаточно велик, чтобы эффективно препятствовать току вторичных электронов на экранирующую сетку. При напряжениях на аноде, меньших, чем напряжение на экранирующей сетке, вблизи анода возникает так называемый виртуальный катод — достаточно протяжённая потенциальная яма, с нулевой средней напряжённостью поля. Виртуальный катод действует аналогично антидинатронной сетке пентода, с одним существенным различием: в пентодах антидинатронная сетка наматывается с относительно широким шагом. В межвитковых интервалах её эффективность падает (возникает островковый эффект), как следствие — переход из зоны возврата в зону перехвата имеет плавный, размытый характер; в лучевых тетродах виртуальный катод равномерно распределён по всей используемой площади анода, поэтому переход получается резким. Как следствие, усилительный каскад на лучевом тетроде допускает несколько больший размах анодного напряжения, чем каскад на пентоде (при сопоставимом коэффициенте нелинейных искажений).
Лучевым тетродам свойственны три конструктивные особенности, в совокупности создающие эффект «виртуального катода»:
- Одинаковый шаг намотки и совмещение витков управляющей и экранирующей сеток — принципиальное отличие от пентодов, в которых, как правило, шаг второй сетки существенно реже шага первой сетки. В лучевых тетродах витки второй (экранирующей) сетки, намотанной с тем же шагом, что и первая, расположены в одной плоскости с витками первой сетки. Эмитированные катодом электроны, пролетев через межвитковые зазоры первой сетки, продолжают своё движение через межвитковые зазоры второй сетки. Совмещённые сетки разрезают два «сектора обстрела» на два пакета из узких, параллельных лучей. Часть эмитированных электронов, как и в обычном тетроде, оседает на второй сетке, но ток второй сетки лучевых тетродов существенно ниже, чем в обычных тетродах и пентодах. Как следствие, коэффициент полезного действия усилителя на лучевых тетродах незначительно выше КПД усилителя на пентоде. Малая (по сравнению с пентодами) мощность, рассеиваемая на экранирующей сетке, удешевляет конструкцию цепей питания и уменьшает опасность перегрева сетки до температур, при которых сетка сама начинает эмитировать электроны[24]. Для надёжного совмещения витков двух сеток их намотка должна быть относительно редкой, поэтому крутизна управления по первой сетке в лучевых тетродах невелика.
- Относительно большое расстояние между экранирующей сеткой и анодом (для ламы 6L6 расстояние экран-анод в 2,9 раза больше расстояния катод-экран[23]) и, как следствие, большой размер анода — настолько большой, насколько позволяет выбранный конструктив лампы. Цилиндрические аноды пентодов относительно невелики, а в лучевых тетродах они заполняют почти всё пространство баллона лампы (ср. фото лучевого тетрода 6L6 c фото пентода EL34). Чем дальше анод от экранирующей сетки, тем глубже потенциальная яма, разделяющая их. При достаточно большом расстоянии между экраном и анодом, как установил Харрис, эта яма становится достаточно глубокой, чтобы эффективно подавлять динатронный эффект: все или почти все электроны вторичной эмиссии, выбитые из анода, возвращаются обратно на анод. Серийные лучевые тетроды проектировались так, чтобы виртуальный катод возникал при любых анодных напряжениях, меньших напряжения на экранирующей сетке[25]. Незначительные следы динатронного эффекта обнаруживаются при малых анодных напряжениях (UA < UC2) и больших отрицательных смещениях на первой сетке, далеко за пределами нормальной рабочей области лучевого тетрода.
- Лучеобразующие пластины, расположенные между катодно-сеточным узлом и анодом лампы, и электрически соединённые с катодом. Лучеобразующие пластины блокируют ток электронов, покидающих катодно-сеточный узел вблизи несущих траверсов сетки — весь ток сосредоточен в двух «секторах обстрела» (в лампе 6L6 ширина каждого сектора равна 60°[25]). Кроме того, лучеобразующие пластины блокируют электростатическое поле траверсов, тем самым уменьшая ёмкость между анодом и экранирующей сеткой[22] и снижая нелинейность, порождаемую краевыми эффектами при пролёте электронов вблизи траверс. Подавление краевых эффектов также способствует острому перелому ВАХ на границе зон перехвата и возврата электронов.

Катоды лучевых тетродов выполняются в виде плоских коробов. По сравнению с цилиндрическим катодом той же номинальной площади, коробчатый катод имеет большую эффективную площадь, а лампа с таким катодом — большую крутизну управления по первой сетке. Крутизна лучевых тетродов лежит в диапазоне от 3 (6V6) до 10 (6П27С) мА/В.

## Явления второго порядка

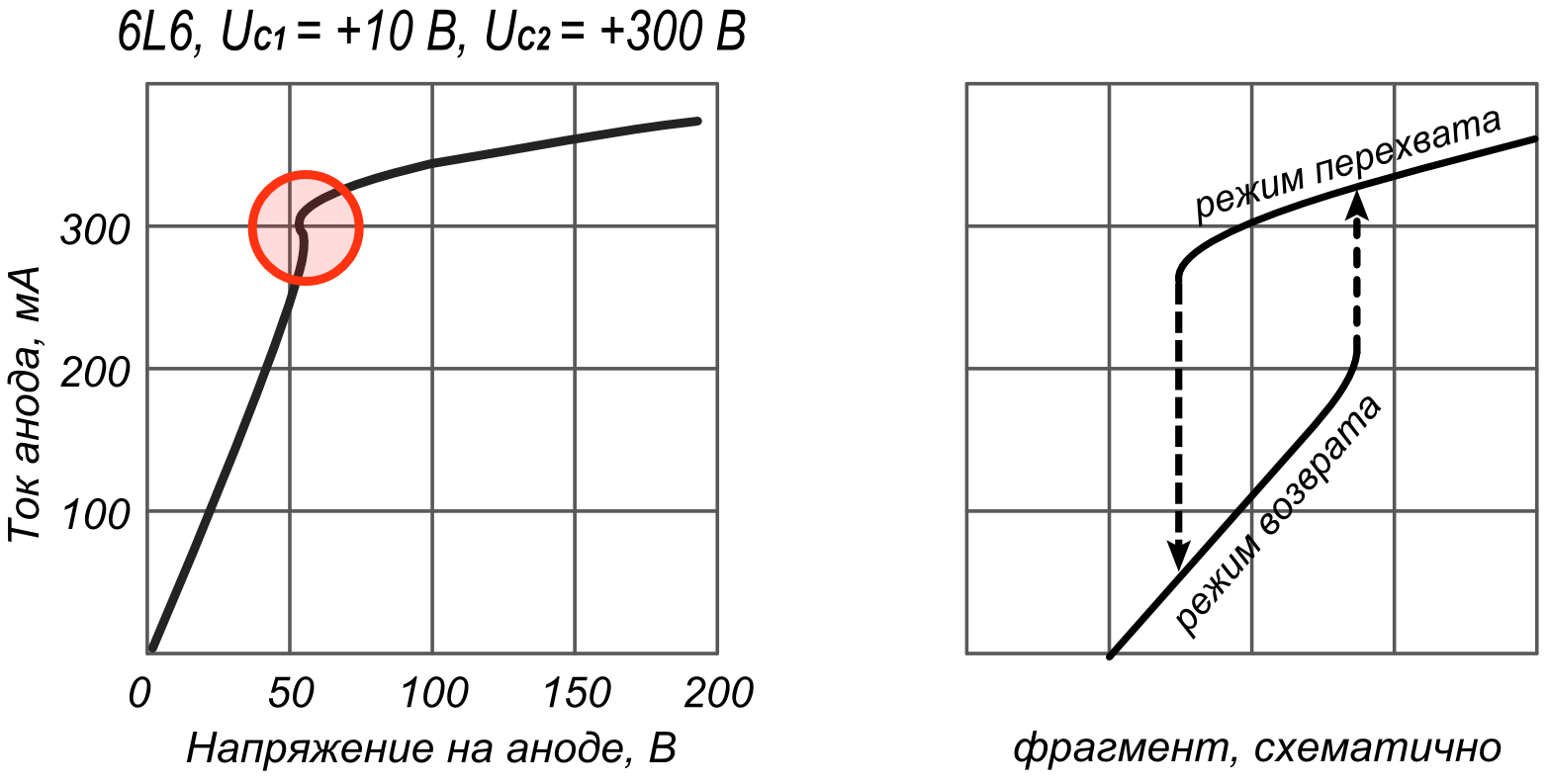
Скачки тока при переходе лучевого тетрода 6L6 из режима возврата в режим перехвата и обратно.

На инструментально снятых ВАХ в зоне перехода нередко изображается «гистерезисная» S-образная петля, соответствующая скачкообразному увеличению тока анода при малом приращении анодного напряжения. При уменьшении анодного напряжения скачок тока происходит при несколько меньших значениях тока и напряжения. Причина этого явления в том, что в зоне перехода при одном и том же значении анодного напряжения возможны два различных распределения пространственного заряда. Резкие, практически мгновенные перераспределения пространственного заряда и порождают скачки тока. Усилительные каскады проектируют так, чтобы лампа всегда работала в режиме перехвата, поэтому на практике гистерезис в зоне перехода не имеет значения.
Концентрация катодного тока в узких лучах делает лучевые тетроды чувствительными к внешним электромагнитным полям. Сильное внешнее магнитное поле способно отклонить луч настолько, что вместо межвиткового интервала второй сетки его траектория будет замыкаться на виток этой сетки, при этом ток второй сетки возрастает, ток анода, выходная мощность и КПД падают, изменяется спектральный состав искажений. По утверждению Моргана Джонса, ощутимые на слух изменения спектра гармоник могут порождаться не только внешними полями, но и остаточной намагниченностью внутриламповой арматуры. Собственные (штатные) токи внутри лампы слишком слабы, чтобы повлиять на остаточную намагниченность — чтобы снять её, следует применять внешние размагничивающие катушки мощностью от 750 Вт.

## Номенклатура лучевых тетродов

### Лампы для усиления звуковых частот
Усиление мощности звуковой частоты — исторически первая и основная сфера применения лучевых тетродов. В номенклатуре звуковых лучевых тетродов выделяются лампы, предназначенные для относительно маломощных (предельная выходная мощность не более 2 Вт) усилителей с нестандартным напряжением накала. Лампы прямого накала с напряжением накала 2 В (2П1П, 2П2П, 2П9М) предназначались для батарейных (носимых) радиоприёмников. Лампы косвенного накала с напряжением накала 30 В и выше (30П1С) предназначались для дешёвых сетевых радиоприёмников с питанием накальных цепей непосредственно от сети 110 или 127 В. Приёмники такого типа массово производились в США под общим названием «Американский пятиламповый» (All-American Five), в СССР они были редкостью.
За исключением вышеупомянутых специализированных ламп, номенклатура лучевых тетродов представляет собой набор конструктивно близких ламп со стандартным напряжением накала 6,3 В, различающихся лишь размерами и предельно допустимыми эксплуатационными параметрами. Лампы одного и того же типа (6V6, 6L6 и т. п. и их клоны) выпускались в разных конструктивных исполнениях с различными пределами рассеиваемой и выходной мощности, поэтому на практике номенклатура тетродов для УЗЧ представляет собой непрерывную линейку ламп. 
В начале линейки располагаются относительно маломощные лампы семейства 6V6 (советский аналог — 6П6С, аналог в пальчиковом исполнении — 6П1П). Максимальная мощность, рассеиваемая на аноде 6П6С, ограничена 14 Вт, максимальная мощность, отдаваемая в нагрузку в однотактном усилителе класса А — 5,5 Вт при КНИ=12% или 4,2 Вт при КНИ=6%. Двухтактный усилитель на паре 6П6С в классе AB1 способен отдавать в нагрузку до 14 Вт при КНИ=3,5 %. 
На другом конце линейки располагаются разработанные в 50-х годах мощные лампы KT88 с максимальной мощностью, рассеиваемой на аноде, в 42 Вт. Двухтактный усилитель на паре KT88 в классе AB1 развивает выходную мощность до 100 Вт при КНИ=2%. 
Между этими полюсами расположен ряд ламп средней мощности, некоторые из которых приведены в таблице. 
Британская лампа KT77 стоит в этом ряду особняком: она была разработана специально для использования в двухтактных усилителях в ультралинейном включении.
| Показатель | Ед. изм. | 6V6 (6П6С)   | 6L6 (6П3С)                                        | KT66         | KT77                         | KT88        |
| --- | -------- | ------------ | ------------------------------------------------- | ------------ | ---------------------------- | ----------- |
| Показатель | Ед. изм. |              |                                                   |              |                              |             |
| Максимальная мощность, рассеиваемая на аноде и на экранирующей сетке                                                                   | Вт       | 14 + 2,2     | 19 (для 6L6) + 2,5 20-20,5 (для 6П3С, 6L6G) + 2,5 | 25 + 3,5     | 32 + 6                       | 42 + 8      |
| Максимальное постоянное напряжение на аноде                                                                                            | В        | 350          | 360 в А2. 400 в А1 (тестовый режим)               | 500          | 800                          | 800         |
| Максимальная мощность двухтактного каскада в классе AB1 (АВ2) в тетродном включении, при нормируемом коэффициенте нелинейных искажений | Вт, k%   | 14 при 3,5 % | 31-32 при 2 % (АВ2) 47 при 2% (АВ2)               | 50 при 3-5 % | — Ультралинейный 72 при 1,5% | 100 при 2 % |
| Максимальная мощность двухтактного каскада в классе А в триодном включении, при нормируемом коэффициенте нелинейных искажений          | Вт, k%   |              |                                                   |              | 18 при 1,2 %                 |             |

### Специализированные лампы

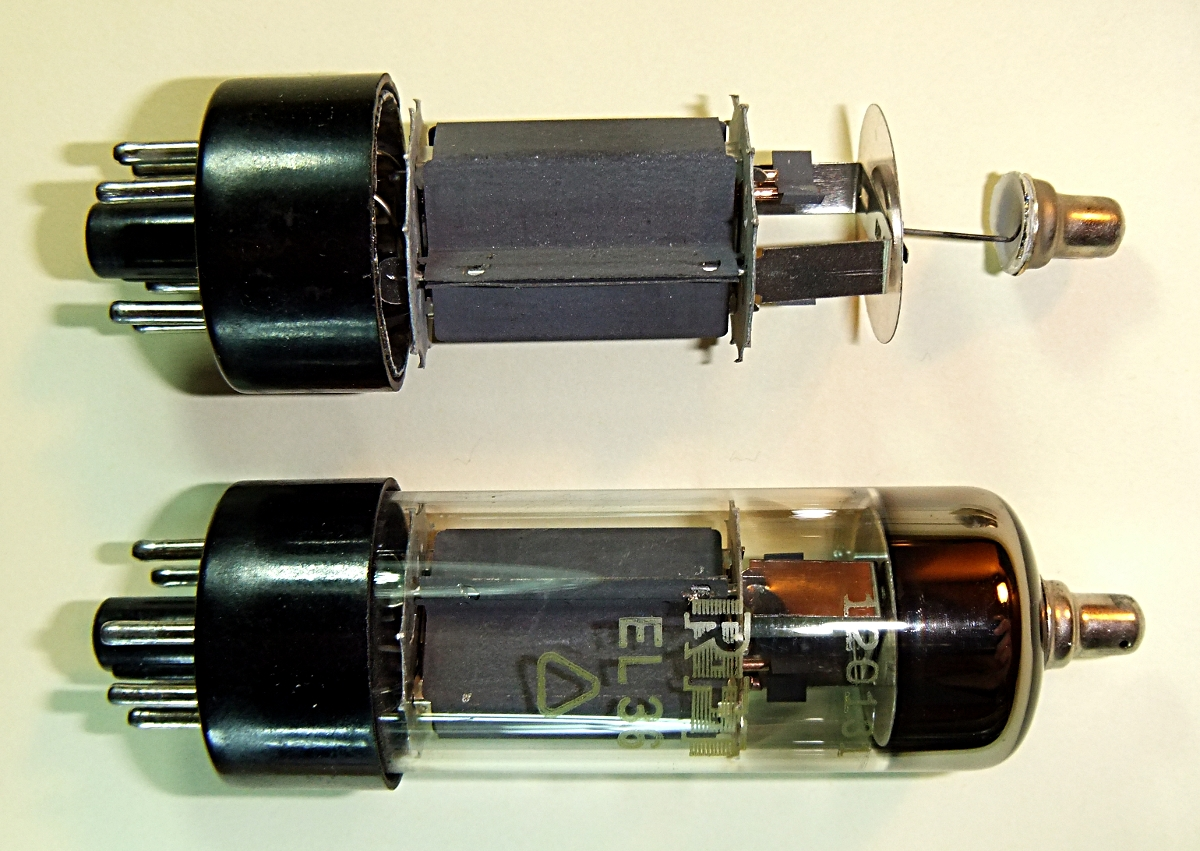
EL36 — лучевой тетрод для строчной развёртки в телевизорах

В послевоенное время выпускались лучевые тетроды, оптимизированные для выполнения особых функций:
- Мощные лампы для усиления сигнала строчной развёртки телевизоров — EL36 (аналог — 6П31С), EL500 (аналог — 6П36С), EL509 (аналог — 6П45С), 6П13С, 6П20С. Самая слабая из этих ламп, EL36, сопоставима по мощности с 6V6[29];
- Лампы для работы в качестве генераторов импульсов в вычислительной технике — 6П34С[30];
- Лампы прямого накала для генерации и усиления радиочастот до 250 МГц (6П21С, 6П23П[31] и т. п.).

В среде конструкторов и любителей существует мнение о том, что в УЗЧ предпочтительнее лампы довоенной разработки (6V6, 6L6, KT66), а ламп послевоенных конструкций и особенно «строчных» ламп следует избегать. Суждение о лучшей линейности ранних звуковых ламп основано на том, что они были оптимизированы под низкие искажения — настолько низкие, насколько позволяла технология. Лампы и усилители тех лет проектировались так, чтобы дать приемлемый уровень искажений минимальным числом ламп без использования обратной связи. Да и сама теория обратной связи только-только создавалась. 
Удешевление ламп в 40-е годы изменило конструкторский подход: с использованием глубокой ООС линейность лампы отошла на второй план. Поэтому, например, послевоенный пальчиковый пентод EL84 (6П14П) проигрывает по искажениям довоенному лучевому тетроду 6V6.

## Применение

### Усилители звуковой частоты

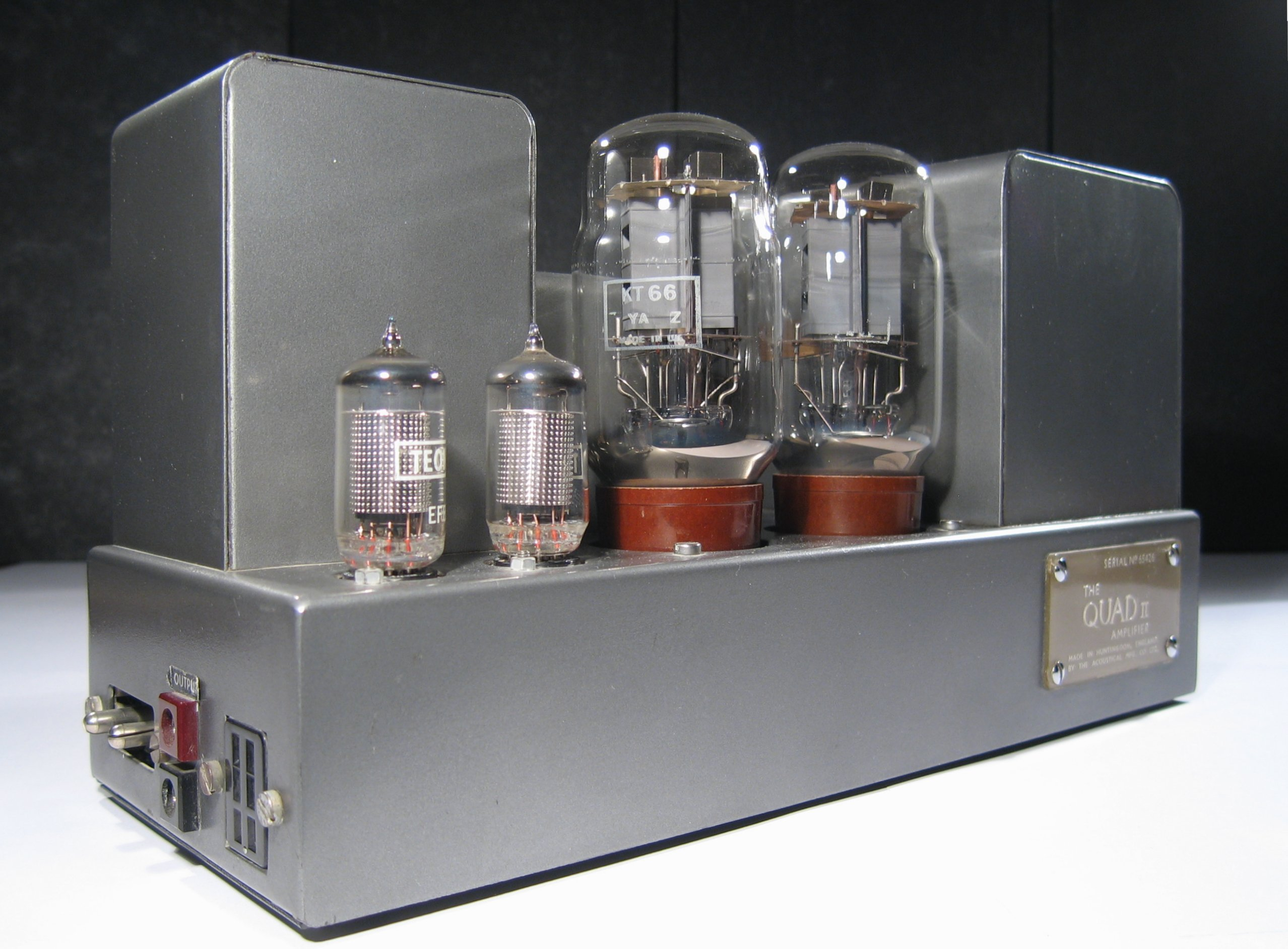
УЗЧ Quad II, выполненный по полностью балансной схеме. Первый каскад — пентоды EF86, второй каскад — лучевые тетроды KT66. Выходная мощность 15 Вт.

Сравнение анодных вольт-амперных характеристик пентода и лучевого тетрода. Лучевой тетрод имеет меньшее напряжение насыщения, что при прочих равных обеспечивает отдачу большей мощности в нагрузку.

Схемотехника каскадов УМЗЧ на лучевых тетродах полностью повторяет схемотехнику каскадов на пентодах. Разница, с практической точки зрения, заключается в согласовании каскада с нагрузкой. Ещё Харрис отмечал, что оптимальное сопротивление нагрузки каскада на «лампе Харриса» должно быть ниже, чем у каскада на эквивалентных пентодах. Тот же подход применяется и к каскадам на «настоящих» лучевых тетродах: оптимальное с точки зрения минимизации искажений сопротивление нагрузки должно быть достаточно низким. С ростом сопротивления нагрузки в спектре искажений возрастает доля нежелательных высших гармоник, поэтому на высоких частотах следует шунтировать головку громкоговорителя RC-цепочкой (цепью Зобеля). В радиолах со встроенным громкоговорителем тот же эффект достигался шунтированием первичных обмоток выходного трансформатора.
Так как лучевые тетроды имеют меньшее напряжение насыщения чем пентоды (см. рисунок), это повышает амплитуду изменения анодного напряжения и мощность в нагрузке при прочих равных условиях.
Лучевые тетроды, как и пентоды, могут использоваться в триодном включении — для этого достаточно замкнуть экранирующую сетку на анод. Именно триодный режим использовался в классическом усилителе Вильямсона; такой усилитель на паре лучевых тетродов KT66 в классе AB1 выдавал в нагрузку 15 Вт выходной мощности.
В практике современных однотактных УМЗЧ такой подход применяется редко — в этих усилителях доминируют триоды прямого накала, реже встречаются УМЗЧ на «стабилизаторных» триодах косвенного накала (12AS7, 6C33C, 6C19П).

### на русском языке
- Батушев, В. А. Электронные приборы. — М.: Высшая школа, 1969. — 608 с. — 90 000 экз.
- Гинкин, Г. Г. Справочник по радиотехнике. — 4-е изд. — Л.: Госэнергоиздат, 1948. — 816 с. — 100 000 экз.
- Иориш, А. Е., Кацман, Я. А., Птицын, С. В. Основы технологии производства электровакуумных приборов. — М. - Л.: Госэнергоиздат, 1961. — 516 с. — 14 000 экз.
- Кацнельсон, Б. В., Ларионов, А. С. Отечественные приёмно-усилительные лампы и их зарубежные аналоги. — М.: Энергия, 1968. — 544 с. — 60 000 экз.
- Рейх, Г. Дж. Теория и применение электронных приборов. — Л.: Госэнергоиздат, 1948. — 940 с. — 7000 экз.
  - перевод с Reich, Herbert J. Theory and applications of electron tubes. — 2-nd ed. — McGraw-Hill Book Company, inc, 1944. — 716 с.
- Терещук, Р. М. и др. Справочник радиолюбителя. — Киев: Государственное издательство технической литературы УССР, 1957. — 507 с. — 130 000 экз.
- Цыкин, Г. С. Электронные усилители. — 2-е изд. — М.: Связьиздат, 1963. — 512 с. — 21 000 экз.
- Электровакуумные приборы. Справочник. — М.: Госэнергоиздат, 1956. — 422 с. — 50 000 экз.

### на английском языке
- De Vries, Marc; Boersma, Kees. 80 years of research at the Philips Natuurkundig Laboratorium (1914-1994): the role of the Nat.Lab. at Philips. — Amsterdam University Press, 2005. — 325 p. — ISBN 9789085550518.
- Harries, J.H.O. A new power output valve (англ.) // Wireless World. — 1935. — No. August 2. — P. 105-106.
- Hood, J. L. Valve and Transistor Audio Amplifiers. — Oxford: Newnes / Elsevier, 2006. — 250 p. — ISBN 9780080520414.
- Jones, Morgan. Valve Amplifiers. — 4th ed. — Oxford: Newnes / Elsevier, 2011. — 700 p. — ISBN 9780080966410.
- Sōgo Okamura. History of electron tubes. — Tokyo: Ohmsha Ltd. / IOS Press, 1994. — 233 p. — ISBN 9789051991451.
- Weber, Gerald. A Desktop Reference of Hip Vintage Guitar Amps. — Kempner, Texas: Kendrick Books / Hal Leonard Corporation, 1994. — 512 p. — ISBN 9780964106000.